# Каніськіна Ольга Миколаївна
Ольга Миколаївна Каніськіна  (рос. Ольга Николаевна Каниськина, 19 січня 1985) — російська легкоатлетка ерзянського походження, олімпійська чемпіонка.

## Виступи на Олімпіадах
| Олімпіада  | Дисципліна      | Місце |
| ---------- | --------------- | ----- |
| Пекін 2008 | ходьба на 20 км | 1     |